# Korosz jednobarwny
Korosz jednobarwny (Corticeus unicolor) – gatunek chrząszcza z rodziny czarnuchowatych i podrodziny Diaperinae. Zamieszkuje Europę i zachód Azji.

## Taksonomia
Gatunek ten opisany został po raz pierwszy w 1783 roku przez Matthiasa Pillera i Ludwiga Mitterpachera w tej samej publikacji co rodzaj Corticeus, dla którego stanowi typ nomenklatoryczny.

## Morfologia

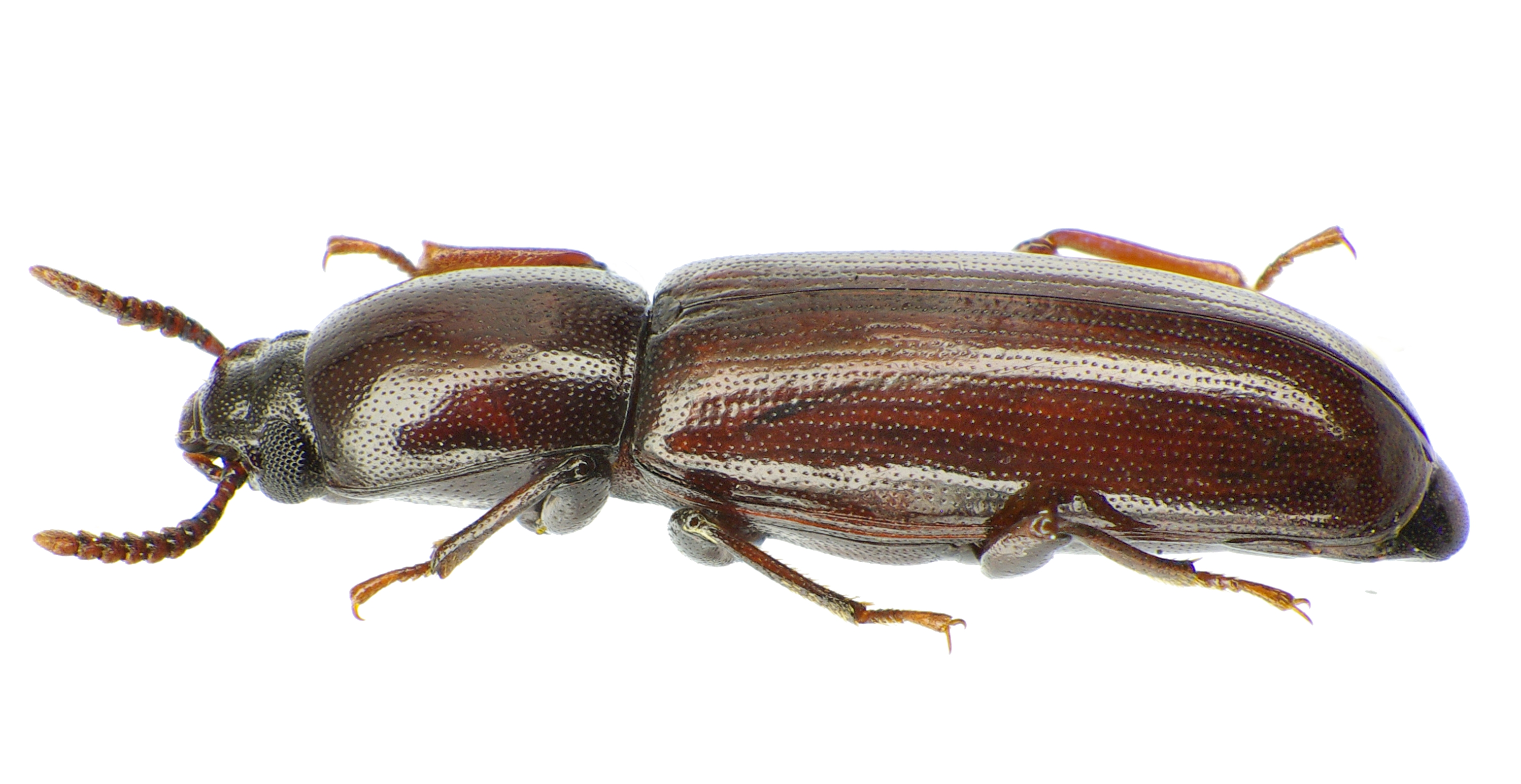
Imago, widok z boku

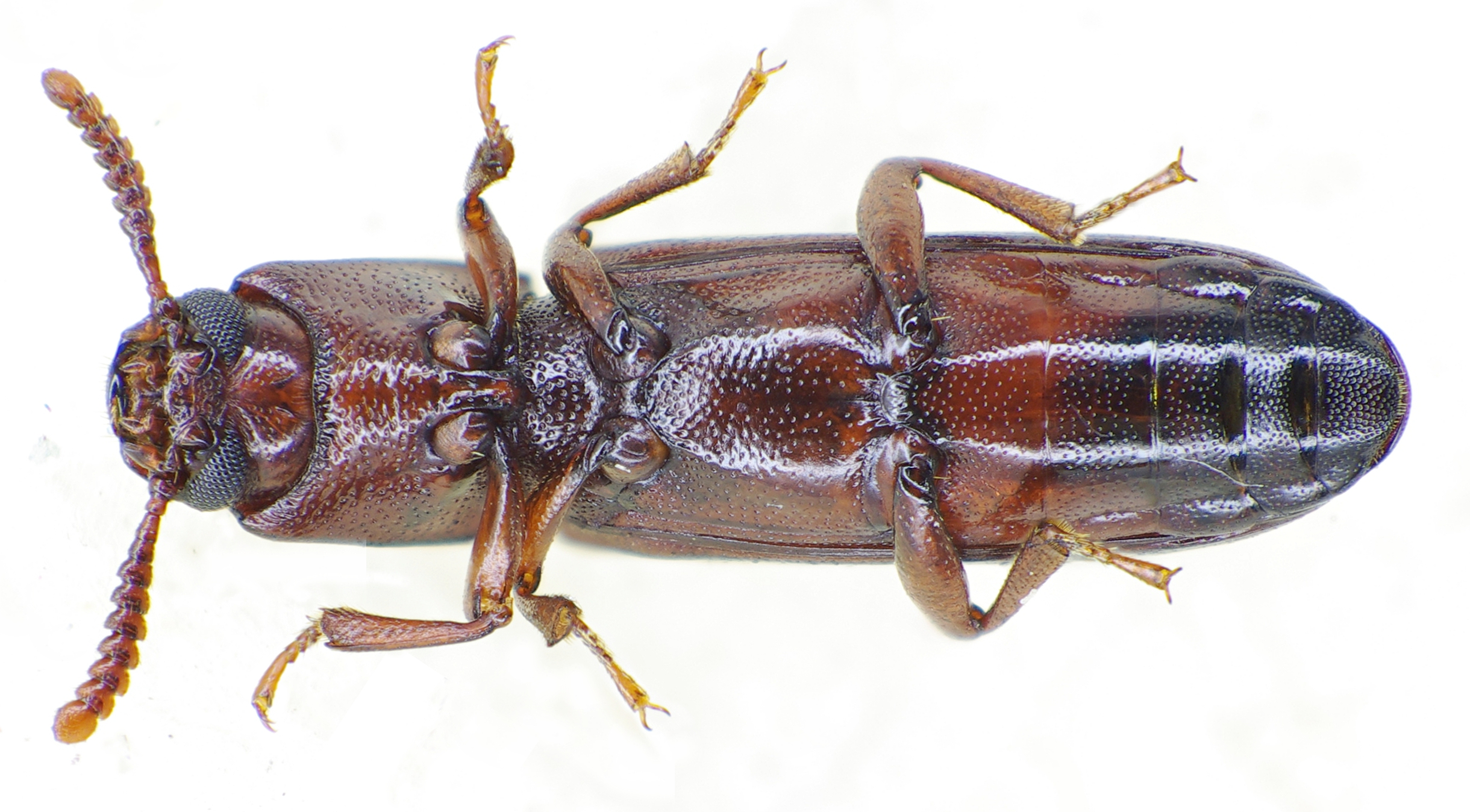
Imago, widok od spodu

Chrząszcz o mocno wydłużonym, walcowatym ciele długości od 4,5 do 8 mm. Oskórek jest błyszczący, o brązowym lub kasztanowym ubarwieniu. Wierzch ciała jest nagi i punktowany.
Poprzeczna głowa jest stosunkowo mocno i gęsto punktowana, ma wgłębiony i przyciemniony szew czołowo-nadustkowy, niemal trzykrotnie szersze niż dłuższe, na przedzie wykrojone oczy.
Przedplecze jest znacznie dłuższe niż szersze, najszersze w połowie długości, szersze od głowy, o prostej krawędzi przedniej, wyraźnych, kanciastych kątach przednich, prostych i prawie równoległych krawędziach bocznych, regularnie, płytko i nieszczególnie gęsto punktowane. Pokrywy są silnie wydłużone, tak szerokie jak przedplecze, pozbawione kątów barkowych, łagodnie w tyle zaokrąglone. Rzędy mają postać regularnych szeregów, gęsto rozmieszczonych, wgłębionych punktów. Międzyrzędy mają punktowanie nieregularne, różnych rozmiarów, ale nie większe niż w rzędach. Skrzydła tylnej pary są dobrze rozwinięte. Odnóża są krótkie i dość chude, o równomiernie rozszerzających się ku wierzchołkom goleniach. Stopy ostatniej pary mają wierzchołkowy człon dłuższy niż pozostałe razem wzięte.

## Ekologia i występowanie

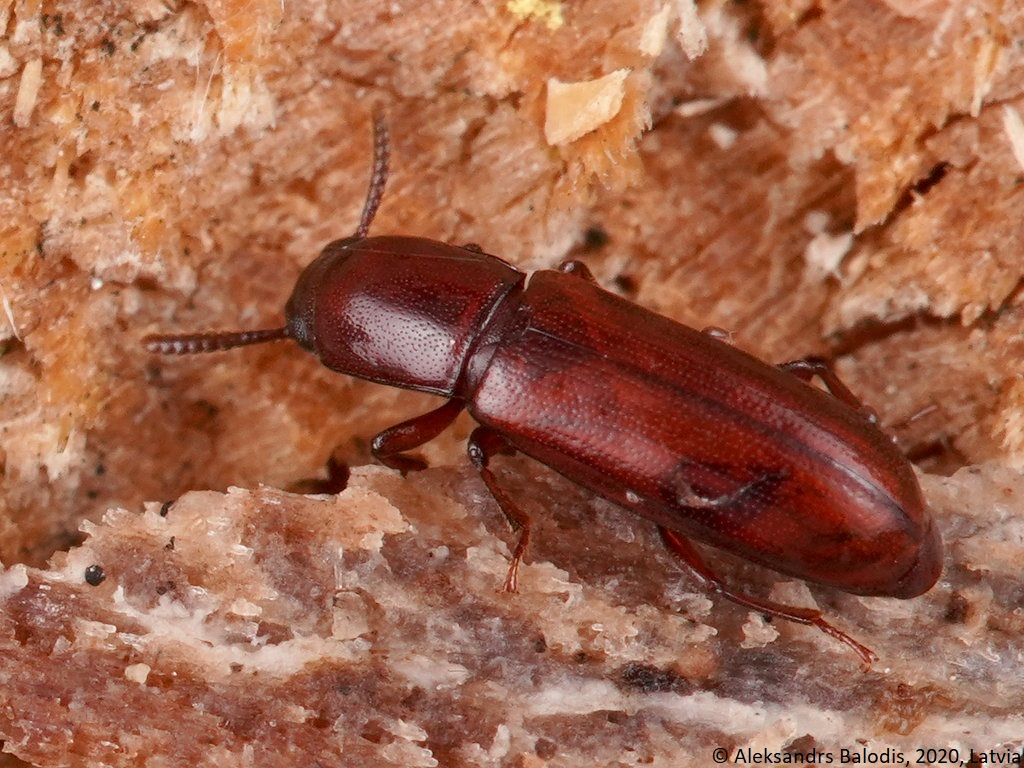
Imago w środowisku naturalnym

Owad saproksyliczny, dość ciepłolubny. Zasiedla lasy liściaste i mieszane, a zwłaszcza ich skraje. Związany jest głównie z drzewami liściastymi, najczęściej z brzozami, bukami, dębami i olszami, ale znajdywany jest też na drzewach iglastych, w tym świerkach, zwłaszcza w obszarach górskich. Larwy są drapieżne i rozwijają się w korytarzach kornikowatych z rodzajów rozwiertek i drwalnik, a rzadziej innych ksylofagów. Osobniki dorosłe spotyka się także poza ich żerowiskami – pod przegrzybiałą korą grubszych pni i pniaków, w butwiejącym drewnie i w owocnikach grzybów nadrzewnych, w tych ostatnich nierzadko gromadnie. Postacie dorosłe aktywne są nocą, w Europie Środkowej od marca do października.
Gatunek palearktyczny. W Europie znany jest z Hiszpanii, Wielkiej Brytanii, Francji, Belgii, Holandii, Niemiec, Szwajcarii, Liechtensteinu, Austrii, Włoch, Malty, Danii, Szwecji, Norwegii, Estonii, Łotwy, Litwy, Polski, Czech, Słowacji, Węgier, Białorusi, Ukrainy, Rumunii, Bułgarii, Chorwacji, Grecji oraz europejskiej części Rosji, a w Azji z Armenii, anatolijskiej części Turcji i Izraela. W Polsce jest owadem pospolitym i licznym. W Czechach uchodzi za najpospolitszego przedstawiciela rodzaju, tym niemniej na „Czerwonej liście gatunków zagrożonych Republiki Czeskiej” umieszczony został jako gatunek bliski zagrożenia wymarciem (NT).